# 1904 au Québec
Cet article traite des événements survenus en 1904 au Québec. 

## Événements

### Janvier
- 10 janvier : le chemin de fer reliant Montréal à Shawinigan est inauguré[1].
- 14 janvier : les usines de construction ferroviaire à l'est de Montréal prennent le nom d'Angus en l'honneur de Richard Angus, l'un des fondateurs du Canadien Pacifique[2].
- 20 janvier : l'église Sainte-Cunégonde de Montréal est rasée par un incendie. Les dommages sont évalués à 100 000 $[3].

### Février
- 1er février : Hormidas Laporte remporte les élections municipales et devient le nouveau maire de Montréal. Sa majorité est de 12 000 voix de plus que son adversaire Ucal-Henri Dandurand[4].
- 15 février : Simon-Napoléon Parent est réélu facilement à la mairie de Québec. Maire de cette municipalité depuis 1894, il cumule cette fonction et celle de premier ministre de la province depuis 1900[5].
- 18 février : lors d'un discours devant la Commission de colonisation, le député nationaliste Henri Bourassa propose de séparer le domaine forestier du domaine agricole car les industries forestières retardent les progrès de la colonisation[6].

### Mars
- 6 mars : le journaliste Olivar Asselin fonde Le Nationaliste qui devient le journal attitré de la Ligue nationaliste canadienne de Henri Bourassa[7].
- 10 mars : quatre élections partielles ont lieu au Québec. Les libéraux Joseph Lafontaine et Auguste Mathieu remportent celles de Berthier et de Shefford. Les conservateurs Georges Lafontaine et Damase-Épiphane Naud sont victorieux dans Maskinongé et Portneuf[8].
- 13 mars : les abbés Lionel Groulx et Émile Chartier fondent l'Association catholique de la jeunesse canadienne-française (A.C.J.C.) dont le but est de développer des sentiments catholiques et nationaux chez les étudiants des collèges classiques[9].
- 22 mars : ouverture de la quatrième session de la 10e législature (en)[8].
- 31 mars : le premier ministre Parent dépose un projet de loi légiférant sur la conduite automobile. C'est l'ancêtre du Code de la sécurité routière du Québec[10].

### Avril
- 7 avril : le rapport de la Commission de colonisation est déposé à l'Assemblée législative. Il affirme que les richesses forestières du territoire sont inépuisables et recommande la construction de chemins de fer, qui serviront à la fois les efforts de colonisation et le développement de l'industrie forestière[11].
- 19 avril : le trésorier John Charles McCorkill annonce un surplus budgétaire lors de son discours du budget[8].
- 25 avril : la Société de colonisation du Lac Saint-Jean réclame à son tour la séparation des domaines agricole et forestier[12].
- 27 avril : le diocèse de Joliette est officiellement créé[13].

### Mai
- 9 mai : le gouvernement Parent dépose le projet de loi sur la colonisation divisant les terres coloniales et forestières. Il sera adopté quelques semaines plus tard[14].

### Juin
- 2 juin : la session est prorogée.
- 12 juin : une collision entre le bateau à vapeur Canada et le charbonnier Cape Breton fait 5 morts en face de Sorel[15].
- 22 juin : Marie Sirois obtient un certificat littéraire de l'Université Laval, devenant ainsi la première femme à recevoir une distinction officielle de cette institution[16].
- 25 juin : mise en service, au phare de Pointe-à-la-Renommée, de la première station de station de radiotélégraphie maritime du Canada[17].
- 25 au 27 juin : l'A.C.J.C. tient son premier congrès à Montréal[18].
- 27 juin : Joseph-Alfred Archambault devient le premier évêque de Joliette[13].

### Septembre
- 1er septembre : le policier Étienne Desmarteau est le premier Québécois et le premier Canadien à remporter une médaille d'or lors de Jeux olympiques. Il est en effet médaillé d'or au lancer du poids de 25,6 kg lors des Jeux olympiques de Saint-Louis[19].
- 17 septembre : le S.S. Arctic débute à Québec un voyage exploratoire de trois ans dans l'océan Arctique. Le commandant de l'expédition est le major Moodie et son maître d'équipage le capitaine Joseph-Elzéar Bernier de L'Islet[20].

### Octobre
- 16 octobre : Trefflé Berthiaume cause une surprise en vendant La Presse à William Mackenzie et à Donald Mann (en), deux hommes d'affaires proche du Parti conservateur du Canada. Le coût est de 1 150 000 $[21].

### Novembre
- 3 novembre : le Parti libéral de Wilfrid Laurier remporte l'élection générale avec 139 candidats élus contre 75 conservateurs. Au Québec, le résultat est de 54 libéraux et 11 conservateurs[22].
- 4 novembre : Simon-Napoléon Parent annonce des élections générales pour le 25 novembre.
- 6 novembre : le chef conservateur Edmund James Flynn publie un manifeste demandant à la population de s'abstenir d'aller voter. Il accuse le gouvernement Parent de vouloir supprimer la liberté électorale et demande aux députés de son parti de ne pas présenter de candidature[23].
- 7 novembre : un groupe de dissidents conservateurs sous la direction de Pierre-Évariste Leblanc décide de ne pas obéir à la consigne de Flynn.
- 16 novembre : le Parti ouvrier présente son programme électoral. Il promet la création d'un ministère du Travail, le suffrage universel, un système d'éducation accessible à tous et la journée de travail de 8 heures. Son chef, Alphonse Verville, se présente dans le comté de Maisonneuve[24].
- 18 novembre : dix-huit libéraux seront élus par acclamation lors de l'élection générale, faute d'avoir un candidat contre eux.
- 25 novembre : le Parti libéral de Simon-Napoléon Parent remporte une victoire facile avec 67 candidats élus contre seulement 7 pour les conservateurs et aucun pour le Parti ouvrier[25].
- 26 novembre : le sénateur Philippe-Auguste Choquette s'oppose ouvertement à Parent et réclame sa démission[26].

### Décembre
- 27 décembre : Edmund James Flynn démissionne de la chefferie du Parti conservateur.

## Naissances
- 8 février - Émile Lesage (homme politique) († 27 juillet 1963)
- 28 février - Rosaire Gauthier (homme politique)  († 15 décembre 1992)
- 21 mars - Jehane Benoît (animatrice et cuisinière) († 24 novembre 1987)
- 16 avril - Fifi D'Orsay (actrice) († 2 décembre 1983)
- 26 avril - Paul-Émile Léger (personnalité religieuse) († 13 novembre 1991)
- 19 août - Georges-Léon Pelletier (personnalité religieuse) († 24 septembre 1987)
- 5 octobre - Jean Barrette (journaliste sportif et homme politique) († 8 juin 1989)
- 6 octobre - Estelle Mauffette (actrice) († 12 mars 1994)
- 18 novembre - Jean-Paul Lemieux (peintre) († 7 décembre 1990)
- 26 novembre - Armand Frappier (homme de sciences) († 17 décembre 1991)
- 8 décembre - Marty Barry (joueur de hockey) († 20 décembre 1969)
- 19 décembre - Gérard-Marie Coderre (personnalité religieuse) († 19 décembre 1993)

## Décès
- 11 février - Henri-Raymond Casgrain (personnalité religieuse) (º 16 décembre 1831)
- 1er mars - Jean-Baptiste Proulx (missionnaire) (º 7 janvier 1846)
- 17 avril - Joseph Brunet (politicien) (º 26 novembre 1834)
- 19 avril - Ernest Pacaud (journaliste) (º 25 août 1850)
- 31 août - Jean-Baptiste Blanchet (avocat et politicien) (º 10 novembre 1852)